# Луарсаб I
Луарсаб I Великий (груз. ლუარსაბ I; 1502—1556) — 82-й царь Грузии (Картли) (1527—1556). Сын Давида X наследовал Георгию IX в 1534. Из династии Багратионов, в 27-м поколении от Ашота I Куропалата.
Основными событиями его правления стали нашествия шаха Тамаза.

## Война с Ираном
В 1536 году, когда царь находился в Мцхете, пришла иранская армия шаха Тамаза, сожгла Тбилиси и в крепости оставили персидский гарнизон. Луарсаб смог отбить Тбилиси только в 1539 году.
В 1548 году шах Тамаз снова захватывает Тбилиси. С этого момента Луарсаб I ведет, фактически, партизанскую войну против персов.
В 1556 году в Картли вторгся карабахский беглербег. Луарсаб I был уже стар и грузинской армией командовал его сын Симон. Сражение произошло у села Гариси. Карабахцы были разбиты, но один из карабахских отрядов оказался на возвышенности, откуда царь наблюдал за ходом битвы.

Тогда встретился с царем Шаверди-хан и у царя были сломаны сабля и копье в битве, толкнул [царь] конём Шаверди-хана и переехал через него. И погнавшись за другим, провалился у него конь в трещину и упал конь вместе с царем на землю. Подскочил персиянин именем Зирак и вонзил меч в царя сильно. А воины царя истребили кизылбашей полностью и не ведая об этом, возвратился царевич Симон с победой и добычей, и увидев царя в таком состоянии, опечалился сильно.— Вахушти Багратиони. История царства Грузинского. — Тбилиси, 1976.

## Конец правления
В 1556 году царь Луарсаб I умер от полученных в бою смертельных ран.

## Семья
Луарсаб был женат на Тамаре, дочери царя Имерети Баграта III. В этом браке родились:
- дочь, жена царевича Георгия, сына царя Кахети Левана;
- Симон I Великий царь Картли;
- Давид XI царь Картли;
- Вахтанг (1546—1605);
- Александр (1546—1573);
- Леван;
- дочь, жена князя Кейкаоза Чхеидзе[1]